# Cinnamomum mathewsii
Cinnamomum mathewsii är en lagerväxtart som först beskrevs av Carl Christian Mez, och fick sitt nu gällande namn av André Joseph Guillaume Henri Kostermans. Cinnamomum mathewsii ingår i släktet Cinnamomum och familjen lagerväxter. Inga underarter finns listade i Catalogue of Life.